# Natanael Beckman
Karl Frederik Natanael Beckman (født 26. januar 1868, død 27. juli 1946) var en svensk sprogforsker og pædagog. Han var fætter til Ernst Beckman.
Beckman blev student 1886 og Dr. phil. 1895 i Uppsala. 1895—97 var han docent i svensk ved Uppsala Universitet, 1897—99 ved Lunds. Fra 1902 var Beckman lektor ved "Realläroverket" i Stockholm, men var 1906—11 rektor i Skövde. Han blev professor ved Göteborgs Højskole 1918. Beckman har udgivet flere filologiske arbejder, således Bidrag till kännedomen om 1700-talets svenska (1895), Grunddragen af den svenska versläran (1898), Språkpsykologi och modersmålsundervisning (1899), Dansk-norsk-svensk ordbok (1907), Språkets liv (1918), Modersmålsundervisning (1920), Äldre Västgötalagen översatt och förklarad (1924) samt Linnés Västgöta Resa med kommentar (1928).